# Sh2-84
Sh2-84 est une petite nébuleuse en émission visible dans la constellation de la Flèche,.
Elle est située dans la partie centrale de la constellation, dans une région légèrement obscurcie de la Voie lactée et riche en champs d'étoiles. L'identification de sa position est facilitée par la présence de l'étoile brillante Delta Sagittae, bien visible à l’œil nu. Cependant, le nuage est très faible et difficile à observer. Le meilleur moment pour l'observer dans le ciel du soir est de juin à novembre.
Malgré sa petite taille apparente, Sh2-84 est une nébuleuse assez étendue, considérant que selon les estimations les plus accréditées, elle se situe à une distance d'environ 5 000 pc (∼16 300 al). Le nuage se trouve sur le Bras du Sagittaire en un point assez éloigné par rapport au système solaire. Selon le catalogue Sharpless, ce nuage ferait partie de l'enveloppe nébuleuse de l'étoile WR 128 (QT Sagittae), bien que plusieurs doutes subsistent à ce sujet. Le catalogue Avedisova l'indique comme une région dans laquelle la formation d'étoiles est active et lui attribue le numéro 857. La source infrarouge IRAS 19468+1815 et une source d'ondes radio seraient associées à ce nuage.